# Bemisaleyrodes
Bemisaleyrodes is een geslacht van halfvleugeligen (Hemiptera) uit de familie witte vliegen (Aleyrodidae), onderfamilie Aleyrodinae.
De wetenschappelijke naam van dit geslacht is voor het eerst geldig gepubliceerd door Cohic in 1969. De typesoort is Bemisia grjebinei.

## Soorten
Bemisaleyrodes omvat de volgende soorten:
- Bemisaleyrodes balachowskyi Cohic, 1969
- Bemisaleyrodes brideliae Bink-Moenen, 1983
- Bemisaleyrodes grjebinei (Cohic, 1968)
- Bemisaleyrodes pauliani Cohic, 1969